# Phare du plateau du Four
Pour les articles homonymes, voir Phare du Four (homonymie).
Le phare du plateau du Four ou phare du Four du Croisic est un phare haut de 23 mètres qui est situé au large des côtes françaises, à l'ouest du Croisic et au sud de la Bretagne.

## Présentation
Bâti sur le plateau du Four, sa construction, impulsée sous les ordres de l'ingénieur en chef Joseph Marie Rapatel et de son assistant François Plantier, a débuté en 1816 et s'acheva en 1821 pour une mise en service en janvier 1822. Son motif à spirales permet de servir d'amer (le phare de Contis est un autre exemple en France). En 1946, il fut rehaussé de 6 mètres.
Son automatisation est réalisée en 1983. Il est télécontrôlé et non gardienné.
Le phare a été inscrit monument historique par arrêté du 29 novembre 2011 et a été classé par arrêté du 3 octobre 2012.

## Le phare dans les arts
En 2019, La Poste a émis un carnet de douze timbres à validité permanente intitulé « Repères de nos côtes » dans lequel figure le phare du Four du Croisic.